# Liste von Angehörigen der Legio II Italica
Die Liste von Angehörigen der Legio II Italica enthält die bekannten Angehörigen der Legio II Italica. Die Liste ist nicht vollständig.

## Erläuterungen
1) Die röm. Vornamen (Praenomen) werden i. d. R. abgekürzt angegeben, dies betrifft die folgenden Praenomen:
| - A. = Aulus - Ap. = Appius | - C. = Gaius - Cn. = Gnaeus | - D. = Decimus - K. = Kaeso | - L. = Lucius - M. = Marcus | - M’. = Manius - Mam. = Mamercus | - N. = Numerius - P. = Publius | - Q. = Quintus - Ser. = Servius | - Sex. = Sextus - Sp. = Spurius | - T. = Titus - Ti. = Tiberius |

2) Die Tabellen sind grundsätzlich nach dem Familiennamen (Gentilname) der Personen (i. d. R. der zweite Name) sortiert. Falls eine Person kein Praenomen hat, ist gewöhnlich der Gentilname der erste Name. Ist bei einer Person weder Praenomen noch Gentilname bekannt, dann ist der Beiname (Cognomen) der relevante Name für die Sortierung. Personen, deren Name gänzlich unbekannt ist, werden in den Tabellen als Ignotus bezeichnet.
3) Ergänzungen bei den Namen sind durch () und [] gekennzeichnet, siehe Leidener Klammersystem.

## Kommandeure

### Legati legionis
Der Legatus legionis war der Kommandeur einer Legion. Folgende Legati sind bekannt:
| Name                                          | Datierung         | Anmerkung                                                                        |
| --------------------------------------------- | ----------------- | -------------------------------------------------------------------------------- |
| P. Catius Sabinus                             | um 206/208        |                                                                                  |
| Q. Herennius Silvius Maximus                  | 161/180           |                                                                                  |
| [I]unius []cus Gar[gilius(?)] []ntil[i]an[us] | vor 191/192       | (AE 1995, 231) Petrovitsch R.15, S. 240–241: Iunius Priscus Carinus Quintilianus |
| M. Iuventius Surus Proculus                   | 201               |                                                                                  |
| M. Gnaeus Licinius Rufinus                    | um 230            |                                                                                  |
| C. Macrinius Decianus                         | um 260            |                                                                                  |
| C. Memmius Fidus Iulius Albius                | 18. September 191 |                                                                                  |
| M. Munatius Sulla Cerialis                    | vor 215           |                                                                                  |
| Pollienus Sebennus                            | um 205/206        | Petrovitsch Nsb.01, S. 166–167; Winkler S. 123; RE:Pollenius 5                   |
| P. Cosinius Felix                             | vor 250           |                                                                                  |

### Agentes vices praesidis
Folgende Agentes vices praesidis sind bekannt:
| Name                 | Datierung | Anmerkung                                                                              |
| -------------------- | --------- | -------------------------------------------------------------------------------------- |
| Aelius Restutus      | 201/300   | (AE 1968, 413) Petrovitsch L.10, S. 34–35; Winkler S. 124–125; RE:Aelius 122a          |
| [] Aur(elius) []lius | 271/300   | (Legio-II-Ital-Nn, 00005) Petrovitsch Nn.05, S. 84–85; Winkler S. 125; RE:Aurelius 155 |
| M. Aurelius Marinus  | 171/300   | (AE 1968, 414) Petrovitsch L.11, S. 36–37; Winkler S. 125                              |

## Offiziere

### Tribuni
Es gab in einer Legion sechs Tribunen, einen Tribunus laticlavius sowie fünf Tribuni angusticlavii. Folgende Tribuni sind bekannt:
| Name                                   | A / L | Datierung    | Anmerkung                                                                  |
| -------------------------------------- | ----- | ------------ | -------------------------------------------------------------------------- |
| Aur(elius) Bassus                      |       |              | (Legio-II-Ital-X, 00007) Αὐρ(ήλιος) Βασσος; Petrovitsch X.07, S. 264–265   |
| C. Flavonius [Pa]u[lli]nus Lollian[us] | L     |              | (AE 2007, 1470)                                                            |
| Macius Severinus                       |       | 201/300      | (AE 2003, 1105, CIL 12, 1356) Petrovitsch X.05, S. 260–261; Winkler S. 128 |
| Petronius Priscus                      | L     | 151/200      | (CIL 3, 5657) Petrovitsch Nn.01, S. 76–77; Winkler S. 129                  |
| Sex. Ticiasenus Allianus               | A     | Ende 2. Jhd. |                                                                            |
| Ignotus                                | A     | 201/230      | (AE 1957, 113) Petrovitsch L.02, S. 16–17                                  |
| Ignotus                                |       |              | (Legio-II-Ital-X, 00014) Petrovitsch X.14, S. 278–279                      |

### Praefecti legionis
| Name               | Datierung   | Anmerkung |
| ------------------ | ----------- | --------- |
| P. Vibius Marianus | vor 221/240 |           |

### Centuriones
Ein Centurio befehligte in einer Legion eine Centuria. In einer Legion gab es unter den Centuriones eine festgelegte Rangfolge; der ranghöchste Centurio war der Primus pilus. Folgende Centuriones sind bekannt:
| Name                          | [ Ce 1 ] | Datierung         | Anmerkung |
| ----------------------------- | -------- | ----------------- | --- |
| []nius [Pro]culus             |          | 171/230           | (CIL 3, 4861) Petrovitsch Nk.04, S. 110–111; Winkler S. 127 |
| [] Saturninus                 |          |                   | (CIL 8, 10718) Petrovitsch X.10, S. 270–271; Summerly S. 69, 71; Winkler S. 130 |
| A[]                           |          | 171/230           | (Legio-II-Ital-L, 00009) Petrovitsch L.09, S. 32–33 |
| Q. Carinius [Am]abilis(?)     |          | 151/250           | (CIL 6, 36776) ein centurio frumen[tarius]; Petrovitsch R.18, S. 246–247; Winkler S. 127, 130; Summerly S. 68, 71                                                                                        |
| C. Cornelius Florentinus      |          | 165/175           | (CIL 8, 2851, CIL 8, 2852) Summerly S. 68, 71 |
| Faustinus                     | PrPo     |                   | (Legio-II-Ital-L, 00023) Petrovitsch L.23, S. 60–61: pilus posterior |
| Fl(avius) Mucianus            |          | 11. April 200     | (CIL 11, 1322) Summerly S. 68, 71: Flavius Marcianus |
| Florius Baudio                |          | 312/330           | (CIL 11, 4787) ein ordinarius; Petrovitsch R.12, S. 234–235; Summerly S. 69, 71; Baudio trat laut Inschrift im Alter von 15 Jahren in die Armee ein.                                                     |
| M. Gavius Firmus              | PP       | 18. September 191 | (AE 1990, 301, CIL 3, 15208) Petrovitsch L.08, S. 30–31; Winkler S. 130 |
| Iulius Priscus Peticus        |          |                   | (AE 2015, 1913) |
| [Octa]vian[us]                |          | 101/230           | (Legio-II-Ital-Nk, 00015) Petrovitsch Nk.15, S. 132–133 |
| C. Pontius Pompeianus         |          | 201/300           | (AE 1982, 756) Petrovitsch L.16, S. 46–47; Summerly S. 68, 71 |
| Marcus Petronius Fortunatus   |          | um 175/180        | unsicher, ob er in der Legio I Italica oder in der Legio II Italica diente |
| L. Pupianus Verinus           |          | um 160/230        | |
| C. Restitutius Restitutianus  |          | 201/270           | (CIL 3, 5582) Petrovitsch Nb.02, S. 176–177 |
| L. Sep[t(imius)] [T]ertinu[s] |          | 208/211           | (CIL 3, 5300) Petrovitsch Nst.04, S. 94–95: entweder ein Centurio oder ein beneficiarius; Winkler S. 130: ein Centurio; Summerly S. 68, 71: [T]ertinus, ein Centurio; EDCS und EDH: [b(ene)f(iciarius?)] |
| Tabellius Victor              | PR       | 171/230           | |
| Val(erius) Cl(audius) Quintus | PP       | 251/300           | (CIL 3, 4855) Petrovitsch Nk.19, S. 140–141; Winkler S. 130 |
| Ignotus                       | PP       | 171/200           | (CIL 3, 5682) Petrovitsch L.19, S. 52–53; Winkler S. 130 |
| Ignotus                       | PP       | 238/244           | (Legio-II-Ital-L, 00004) Petrovitsch L.04, S. 20–21; Winkler S. 130 |

1. ↑  PP: Primus pilus, PR: Princeps, PrPo: Princeps posterior.

## Principales
Rangniedere Offiziere und Unteroffiziere werden als Principales bezeichnet.
| Name                   | [ Pr 1 ] | Datierung     | Anmerkung                                                                                      |
| ---------------------- | -------- | ------------- | ---------------------------------------------------------------------------------------------- |
| Ael(ius) Quartinus     | CO       | 201/300       | (Legio-II-Ital-L, 00015) Petrovitsch L.15, S. 44–45; Winkler S. 126                            |
| [] Aurel(ius) []       | SI       | 201/300       | (CIL 3, 5681) Petrovitsch L.21, S. 56–57: Aurel(ius) P[riscus]; Winkler S. 131                 |
| Aur(elius) Saturninus  | TE       | 201/300       | (CIL 6, 2672) Petrovitsch R.17, S. 244–245; Winkler S. 131                                     |
| M. Firmidius Spectatus | OP       | 11. April 200 | (CIL 11, 1322) ein fr(umentarius) und optio; Petrovitsch R.06, S. 222–223; Winkler S. 127, 130 |
| Iul(ius) P[]tanus      | OP       | 171/300       | (CIL 3, 5685) Petrovitsch L.22, S. 58–59; Winkler S. 131                                       |
| Terent(ius) Lucianus   | SI       | 212           | (CIL 5, 46) Petrovitsch R.07, S. 224–225; Winkler S. 131                                       |
| Val(erius) Genialis    | SI       | 301/330       | (CIL 6, 3637) Petrovitsch R.11, S. 232–233                                                     |
| Val(erius) Vario       | OP       | 312/330       | (CIL 11, 4787) Petrovitsch R.12, S. 234–235                                                    |

1. ↑  CO: Cornicularius, OP: Optio, SI: Signifer, TE: Tesserarius.

## Soldaten
| Name                          | [ So 1 ] | Datierung        | Anmerkung |
| ----------------------------- | -------- | ---------------- | --- |
| C. [] Firmi[nus]              | IM       | 211/235          | (AE 2004, 1069) ein imm(unis) und li[br(arius)]                                                                                    |
| [] [F]us[cus(?)]              |          | 201/250          | (CIL 3, 5688) Petrovitsch L.20, S. 54–55: P. Florius Fuscus (?); Winkler S. 132: [P. Florius] Fus[cus]                             |
| []us Qui[nt]ianus             | BE       | 171/300          | (CIL 3, 11676) ein b(ene)f(iciarius) co(n)s(ularis); Petrovitsch Nsl.11, S. 204–205: T. Iulius Quintianus; Winkler S. 127          |
| [] Septu[mus]                 |          | 201/300          | (AE 2016, 1268) |
| Accius Maximus                | FR       | 171/200          | (CIL 3, 4830) Petrovitsch Nk.25, S. 152–153; Winkler S. 127                                                                        |
| [P.] Ae(lius) Finitus         | BE       | 171/230          | (AE 1929, 37) ein [b(ene)]f(iciarius) co(n)s(ularis); Petrovitsch Nk.17, S. 136–137; Winkler S. 126                                |
| P. Ael(ius) Verinus           | BE       | 200              | (Legio-II-Ital-Nk, 00009) ein b(ene)f(iciarius) co(n)s(ularis); Petrovitsch Nk.09, S. 120–121                                      |
| P. Aelius Verinus             | BE       | 213              | (CIL 3, 5154) ein b(ene)f(iciarius) co(n)s(ularis); Petrovitsch Nsl.10, S. 202–203: vermutlich identisch mit Nk.09; Winkler S. 126 |
| C. Aemil(ius) Respectus       | BE       | 15. Mai 209      | (CIL 3, 14361) ein b(ene)f(iciarius) co(n)s(ularis); Petrovitsch Nk.12, S. 126–127; Winkler S. 126                                 |
| C. An[] Aur[]                 |          | 171/230          | (CIL 3, 5660) Petrovitsch Nn.02, S. 78–79: C. Antonius Aurelianus                                                                  |
| Aufidius Avitus               |          | 171/200          | (AE 1974, 480) Petrovitsch Nk.20, S. 142–143; Winkler S. 132                                                                       |
| [A]urelius []guto             |          | 212              | (CIL 5, 46) Petrovitsch R.07, S. 224–225; Winkler S. 132                                                                           |
| M. Aur(elius) Alexander       | FR       |                  | (Legio-II-Ital-R, 00020) Μ. Αὐρ(ήλιος) Ἀλέξανδρος; Petrovitsch R.20, S. 250–251; Winkler S. 127                                    |
| [Aur(elius?)] Annamatus       |          | 201/300          | (CIL 3, 5681) Petrovitsch L.21, S. 56–57; Winkler S. 132                                                                           |
| Aur(elius) Boniatus           |          | 222/235          | (CIL 3, 4791) Petrovitsch Nk.01, S. 104–105; Winkler S. 132                                                                        |
| Aur(elius) Capiton[i]us       |          | 171/250          | (Legio-II-Ital-L, 00013) ein candidatus; Petrovitsch L.13, S. 40–41; Winkler S. 130: ein Anwärter auf den Zenturionat              |
| Aur(elius) Docimus            |          | 231/300          | (Legio-II-Ital-Nn, 00006) Petrovitsch Nn.06, S. 86–87; Winkler S. 132                                                              |
| Aur(elius) Iustinus           |          | 182              | (CIL 3, 5567) Petrovitsch Nb.01, S. 174–175; Winkler S. 132                                                                        |
| Aur(elius) Iustinus           |          | 231/270          | (CIL 3, 5218) Petrovitsch Nsl.07, S. 196–197; Winkler S. 132                                                                       |
| M. Aurel(ius) Iustus          | BE       | 217              | (CIL 3, 5189) ein b(ene)f(iciarius) co(n)s(ularis); Petrovitsch Nsl.04, S. 190–191; Winkler S. 126                                 |
| Aurelius Lucianus             | FR       | 171/300          | (CIL 6, 3340) Petrovitsch R.19, S. 248–249; Winkler S. 127                                                                         |
| Aur(elius) Mestrianus         |          |                  | (Legio-II-Ital-X, 00004) Αὐρ(ήλιος) Μεστρια(νος); Petrovitsch X.04, S. 258–259; Winkler S. 132                                     |
| Aurelius Paterclus            | BE       | 201/300          | (CIL 3, 5160) ein b(ene)f(iciarius); Petrovitsch Nsl.09, S. 200–201; Winkler S. 126                                                |
| Aur(elius) Secundian(us)      |          | 201/250          | (CIL 3, 4835) ein dupl(ic)arius; Petrovitsch Nk.30, S. 162–163; Winkler S. 131                                                     |
| M. Aurelius Secundinus        |          | 201/250          | (CIL 3, 4836) ein str(ator) co(n)s(ularis); Petrovitsch Nk.27, S. 156–157; Winkler S. 128                                          |
| Aure(lius) Succ[e]ssus        |          | 201/230          | (Legio-II-Ital-L, 00005) Petrovitsch L.05, S. 22–23; Winkler S. 132                                                                |
| Aurelius Surus                |          | 171/300          | (AE 1944, 84) Petrovitsch L.07, S. 28–29; Winkler S. 132                                                                           |
| Aurel(ius) Tertianus          |          | 201/300          | (CIL 3, 04836a) Petrovitsch Nk.05, S. 112–113; Winkler S. 132                                                                      |
| Aurel(ius) Tertius            |          | 201/300          | (CIL 3, 04836a) Petrovitsch Nk.05, S. 112–113                                                                                      |
| [Au]relius [Te]rtullus        |          |                  | (AE 2016, 01195b) |
| [A]urelliu[s] [T]ertullu[s]   | IM       | 211/218          | (AE 2018, 1248) |
| Aurelius Ursinianus           | IM       | 201/300          | (CIL 3, 5673) Petrovitsch Nn.04, S. 82–83; Winkler S. 128                                                                          |
| [M. Aure]l(ius) Ursus         |          | 171/211          | (AE 1936, 84) Petrovitsch Nk.21, S. 144–145; Winkler S. 132                                                                        |
| Aur(elius) Victor             |          | 251/300          | (CIL 3, 11700) Petrovitsch Nsl.12, S. 206–207; Winkler S. 132                                                                      |
| B(a)ebius Acceptus            |          | 171/230          | (CIL 3, 4837) Petrovitsch Nk.03, S. 108–109; Winkler S. 132                                                                        |
| Bucc(ius) Marce(llus)         |          |                  | (AE 2015, 1914) |
| L. Caelius Arrianus           |          | 180/220          | (CIL 5, 4367) ein medicus; Petrovitsch R.03, S. 216–217; Winkler S. 131                                                            |
| Cl(audius) Se[]               | FR       | 211/235          | (AE 2004, 1069) |
| [C]occeius Cupitus            |          | 171/250          | (AE 1982, 758) ein adiutor [pri]nc(ipis) co(n)s(ularis); Petrovitsch Nsb.03, S. 170–171                                            |
| Cocc(eius) Proculus           |          | 171/250          | (AE 1982, 758) ein [b(ene)f(iciarius) c]o(n)s(ularis); Petrovitsch Nsb.03, S. 170–171                                              |
| C. Creper[e]ius Dionisus      | BE       | 151/200          | (Legio-II-Ital-Nk, 00013) ein b(ene)f(iciarius) co(n)s(ularis); Petrovitsch Nk.13, S. 128–129; Winkler S. 126                      |
| Dec[imus] [Dr]ippon[ius]      |          | 101/200          | (Legio-II-Ital-Nk, 00022) Petrovitsch Nk.22, S. 146–147                                                                            |
| Egr[onius]                    |          | 171/200          | (CIL 3, 4841) Petrovitsch Nk.26, S. 154–155; Winkler S. 132                                                                        |
| Exupereus                     |          | 171/200          | (CIL 3, 5412) Petrovitsch Nst.03, S. 92–93; Winkler S. 132: (Atucius) Exupereus                                                    |
| Firminus                      |          | 171/230          | (CIL 3, 11553) Petrovitsch Nk.02, S. 106–107; Winkler S. 133                                                                       |
| Fla(vius) Decoratianus        | BE       | 171/300          | (CIL 3, 5221) ein b(ene)f(iciarius); Petrovitsch Nsl.08, S. 198–199; Winkler S. 126                                                |
| P. Florius Praenestinus       | BE       | 173/230          | (CIL 9, 2593) ein b(eneficiarius) trib(uni); Petrovitsch R.09, S. 228–229; Winkler S. 129, 132                                     |
| T. Gallius Euphrosyn(us)      |          | 238/270          | (CIL 5, 8277, CIL 5, 8392, InscrAqu-02, 02742) Petrovitsch R.02, S. 214–215; Winkler S. 132                                        |
| Iul[ius] []cus Candidus       |          | 171/250          | (Legio-II-Ital-X, 00015, Perinth 00295) Petrovitsch X.15, S. 280–281                                                               |
| Iul(ius) Apricius             | BE       | 201/300          | (CIL 3, 5671) ein b(ene)f(iciarius) praef(ecti); Petrovitsch L.01, S. 14–15; Winkler S. 129, 132                                   |
| Iul(ius) Exoratus             |          | 201/300          | (CIL 3, 5631) ein lib(rarius) co(n)s(ularis); Petrovitsch No.01, S. 66–67; Winkler S. 128                                          |
| C. Licinius Bellicianus       | BE       | 13. Dezember 211 | (CIL 3, 5187) ein b(ene)f(iciarius); Petrovitsch Nsl.02, S. 186–187; Winkler S. 126                                                |
| C. [Li]cin(ius) Civilis       | BE       | 201/300          | (CIL 3, 4776) ein b(ene)f(iciarius) co(n)s(ularis); Petrovitsch Nk.06, S. 114–115; Winkler S. 126                                  |
| Lici(nius?) Maximinus         |          | 201/300          | (CIL 3, 15184,06) Petrovitsch X.01, S. 252–253; Winkler S. 133                                                                     |
| Mari(us) Messorianus          |          | 201/300          | (Legio-II-Ital-L, 00012) Petrovitsch L.12, S. 38–39; Winkler S. 133                                                                |
| [Ma]rtinus                    | BE       | 171/230          | (CIL 3, 14366,1) ein [b(ene)f(iciarius)] co(n)s(ularis); Petrovitsch Nk.11, S. 124–125; Winkler S. 127                             |
| Nigellio                      |          | 171/230          | (CIL 3, 5448) Petrovitsch Nst.02, S. 90–91; Winkler S. 133                                                                         |
| Occ(ius) Ianuari[us]          |          | 201/230          | (CIL 3, 5398) Petrovitsch Nst.05, S. 96–97; Winkler S. 133; EDCS: andere Lesung                                                    |
| C. Oppius Bebius              | BE       | 226              | (CIL 3, 3270) ein b(ene)f(iciarius) co(n)s(ularis); Petrovitsch X.02, S. 254–255; Winkler S. 126                                   |
| Optatus                       |          | 201/300          | (CIL 3, 11642) Petrovitsch Nk.31, S. 164–165; Winkler S. 133                                                                       |
| Q. Otacilius Suc(c)essus      | FR       | 201/300          | (AE 1968, 29) Petrovitsch R.16, S. 242–243; Winkler S. 127                                                                         |
| Restitutiu[s] [T]utor         | BE       | 215              | (CIL 3, 11482) ein b(ene)f(iciarius) co(n)s(ularis); Petrovitsch Nk.10, S. 122–123; Winkler S. 126                                 |
| Rufi(us) Senilis              | BE       | 171/230          | (CIL 3, 5188) ein b(ene)f(iciarius) co(n)s(ularis); Petrovitsch Nsl.01, S. 184–185; Winkler S. 126                                 |
| M. Rustius Iunianus           | BE       | 14. Mai 230      | (CIL 3, 5690) ein b(ene)f(iciarius) co(nsularis); Petrovitsch No.05, S. 74–75; Winkler S. 126                                      |
| C. Sabinius Moderatus         | BE       | 171/230          | (Legio-II-Ital-Nk, 00008) ein b(ene)f(iciarius) co(n)s(ularis); Petrovitsch Nk.08, S. 118–119                                      |
| Secundinius Candidianus       |          | 201/300          | (CIL 3, 5631) ein b(ene)f(iciarius) co(n)s(ularis); Petrovitsch No.01, S. 66–67; Winkler S. 126                                    |
| C. Sempro(nius) Secundinus    |          | 171/230          | (CIL 3, 5435) ein libr(arius) co(n)s(ularis); Petrovitsch Nst.07, S. 100–101; Winkler S. 128                                       |
| Sept(imius) Secundinus        |          | 151/230          | (Legio-II-Ital-Nsl, 00014) Petrovitsch Nsl.14, S. 210–211                                                                          |
| L. Sep[t(imius)] [T]ertinu[s] | BE       | 208/211          | entweder ein Centurio oder ein beneficiarius; siehe unter Centuriones                                                              |
| Severinius Silvinus           |          | 222/235          | (CIL 3, 4791) Petrovitsch Nk.01, S. 104–105; Winkler S. 133                                                                        |
| Q. Sextius Pullaenius         | BE       | 192              | (CIL 3, 5178) ein b(ene)f(iciarius) co(n)s(ularis); Petrovitsch Nsl.06, S. 194–195; Winkler S. 127                                 |
| Sex(tius) Sa[m]mus            |          | 151/230          | (CIL 3, 5663) Petrovitsch Nn.03, S. 80–81; Winkler S. 133                                                                          |
| C. Tocernius Maximianus       |          | 201/300          | (CIL 5, 375) ein libr(arius) co(n)s(ularis); Petrovitsch R.05, S. 220–221; Winkler S. 128                                          |
| Tul(lius) Iuvenis             | BE       | 15. Mai 219      | (CIL 3, 5580) ein b(ene)f(iciarius) co(n)s(ularis); Petrovitsch Nb.04, S. 180–181; Winkler S. 127                                  |
| [T]urboni[us] Fuscinus        |          | 202              | (AE 1968, 411) ein [b(ene)f(iciarius)] co(n)s(ularis); Petrovitsch Nsb.04, S. 172–173; Winkler S. 127                              |
| M. Ulpius Acilianus           | BE       | 171/230          | (CIL 3, 5180) ein b(ene)f(iciarius) co(n)s(ularis); Petrovitsch Nsl.05, S. 192–193; Winkler S. 127                                 |
| Val(erius) Iustinus           |          | 312              | (AE 1982, 258) Petrovitsch R.13, S. 236–237                                                                                        |
| Val(erius) Laupicius          |          | 312              | (CIL 11, 4085) Petrovitsch R.10, S. 230–231                                                                                        |
| Valerius Priscianus           |          | 201/250          | (CIL 3, 4856) Petrovitsch Nk.29, S. 160–161; Winkler S. 133                                                                        |
| Val(erius) Saturnanus         |          | 312              | (CIL 11, 4085) Petrovitsch R.10, S. 230–231; Winkler S. 131: ein cor(nicen)                                                        |
| Vep(onius) Quart[inus]        |          | 101/300          | (CIL 3, 4857) Petrovitsch Nk.18, S. 138–139; Winkler S. 133                                                                        |
| Vettius Vita[lis]             |          | 101/300          | (CIL 3, 5614) Petrovitsch Nb.03, S. 178–179; Winkler S. 133                                                                        |
| Vib(ius) Cassius Victorinus   | BE       | 215              | (CIL 3, 5185) ein b(ene)f(iciarius) co(n)s(ularis); Petrovitsch Nsl.03, S. 188–189; Winkler S. 126                                 |
| Vind(ius) Verus               | BE       | 15. Mai 226      | (CIL 3, 5575) ein b(ene)f(iciarius) co(n)s(ularis); Petrovitsch Nb.05, S. 182–183; Winkler S. 127                                  |
| Volcacius Martialis           | BE       | 171/230          | (CIL 3, 5072) ein b(ene)f(iciarius) co(n)s(ularis); Petrovitsch Nk.16, S. 134–135; Winkler S. 127                                  |
| Ignotus                       |          | 201/300          | (AE 2010, 1119) |
| Ignotus                       | BE       | 23. Juni 238     | (CIL 3, 4820) ein b(ene)f(iciarius) co(n)s(ularis); Petrovitsch Nk.23, S. 148–149; Winkler S. 127                                  |
| Ignotus                       |          | 211/222          | (CIL 3, 4862) Petrovitsch Nk.28, S. 158–159; Winkler S. 131                                                                        |
| Ignotus                       |          | 171/300          | (Legio-II-Ital-X, 00012) Petrovitsch X.12, S. 274–275                                                                              |
| Ignotus                       |          | 171/200          | (TPSSR 00031) |
| Ignotus                       |          | 151/300          | (CIL 3, 13518) Winkler S. 127: Weihung eines Benefiziariers                                                                        |

1. ↑  BE: Beneficiarius, FR: Frumentarius, IM: Immunis.

## Veteranen
| Name                      | [ Ve 1 ] | Datierung | Anmerkung                                                                                              |
| ------------------------- | -------- | --------- | --- |
| T. Ael(ius) Maternus      | BE       | 167/200   | (AE 1954, 159) ein b(ene)f(iciarius); Petrovitsch R.08, S. 226–227; Winkler S. 126                     |
| Aelius Valen[s]           |          | 201/300   | (CIL 3, 5673) Petrovitsch Nn.04, S. 82–83; Winkler S. 131                                              |
| Aur(elius) Maternus       |          | 201/300   | (CIL 3, 8730) Petrovitsch X.03, S. 256–257; Winkler S. 132                                             |
| M. Aurel(ius) Sa[lv]ianus |          | 222/235   | (CIL 3, 5449) ein e[x st]ratore co(n)s(ularis); Petrovitsch Nst.06, S. 98–99; Winkler S. 128           |
| M. Aur(elius) Secundinus  |          | 211/222   | (CIL 3, 5409) Petrovitsch Nst.08, S. 102–103; Winkler S. 132; EDCS: vet(eranus) leg(ionis) X G(eminae) |
| M. Aurelius Ursinus       |          | 201/230   | (Legio-II-Ital-Nk, 00014) Petrovitsch Nk.14, S. 130–131                                                |
| Messo[r]i[u]s Matuco      |          | 171/200   | (CIL 3, 5624) Petrovitsch No.03, S. 70–71; Winkler S. 133                                              |
| Papius Hilari[anus(?)]    |          | 171/300   | (CIL 3, 11787) Petrovitsch No.02, S. 68–69: vermutlich ein beneficiarius consularis; Winkler S. 126    |
| Sacron(ius) Verinus       |          | 175/185   | (CIL 3, 5106) ein custos armor(um); Petrovitsch Nsl.13, S. 208–209; Winkler S. 131                     |
| Seccius Secundinus        |          | 201/300   | (CIL 3, 5671) Petrovitsch L.01, S. 14–15; Winkler S. 133                                               |
| Tadius Victor             |          | 201/300   | (CIL 3, 4853) Petrovitsch Nk.07, S. 116–117; Winkler S. 133                                            |
| T. Ulpius Insequens       | BE       | 171/230   | (CIL 3, 4860) ein b(eneficiarius) co(n)s(ularis); Petrovitsch Nk.24, S. 150–151; Winkler S. 127        |
| T. Valer[ius] Monta[nus]  |          | 201/300   | (Legio-II-Ital-L, 00003) Petrovitsch L.03, S. 18–19; Winkler S. 133                                    |
| Ignotus                   |          | 201/300   | (Legio-II-Ital-L, 00018) Petrovitsch L.18, S. 50–51                                                    |

1. ↑  BE: Beneficiarius.